# 謝貽娟
謝貽娟（Jo Hsieh）（1967年7月—2017年9月）生於台灣，1991年至英國求學，陸續完成切爾西藝術與設計學院（Chelsea College of Arts）的學士學位、皇家藝術學院（Royal College of Art）碩士學位與法爾茅斯大學（Falmouth University）博士學位。她長期探索東方的太極、老莊思想，西方世界的柏拉圖、亞理斯多德的哲學理論，以及佛洛伊德的潛意識對個人行為的影響。藝術家試圖以粉末、粉彩、鉛筆、油彩、絹印等複合媒材的多元表現，將自身對於東西方哲理的瞭解透過媒材的轉化來表現出藍色的哲學性。

## 外部連結
- 非池中｜謝貽娟介紹 （页面存档备份，存于）
- 謝貽娟文化藝術基金會官方網站